# Vepice
Vepice (německy Wepitz) jsou vesnice, místní část obce Kovářov v okrese Písek v Jihočeském kraji, od jejíž sídelní vesnice je vzdálena přibližně dva kilometry. Ve Vepicích se těžila žula.

## Historie
Původně se ves jmenovala Epice. Odvozeno od staročeského jména Epp. První písemná zmínka o vesnici pochází z roku 1373. V tomto roce se řešil soudní spor, ohledně sporných hraničních kamenů mezi panem Jaroslavem z Vepic a milevským klášterem. Vepická tvrz se nacházela na ostrůvku v Novém rybníce na jihovýchodě ve vesnici. Tvrz se do dnešních dob nedochovala. Rod vladyků, který na tvrzi sídlil měl ve znaku hlavu psa, věžníka. Tento znak je možno spatřit v milevském kostele svatého Jiljí. Nalézá se na štítové zdi mezi střechou kostela a presbytářem. František z Vepic, který zde byl opatem 1383–1404, je i na místním hřbitově pohřbený. Jeho hrob byl zdevastovaný za husitských válek. Výraznou měrou se zasloužil o přestavbu kostela do současné podoby. Rod vladyků z Vepic měl tvrz v držení do konce 15. století. V roce 1498 připadl tento majetek Jindřichovi z Březí. V 16. století přešla ves ke kovářsovskému panství a dále roku 1592 byla v majetku Jiřího ze Švamberka a byla připojena k orlickému panství.

## Obyvatelstvo
| Rok            | 1869 | 1880 | 1890 | 1900 | 1910 | 1921 | 1930 | 1950 | 1961 | 1970 | 1980 | 1991 | 2001 | 2011 | 2021 |
| -------------- | ---- | ---- | ---- | ---- | ---- | ---- | ---- | ---- | ---- | ---- | ---- | ---- | ---- | ---- | ---- |
| Počet obyvatel | 199  | 197  | 182  | 189  | 186  | 180  | 162  | 106  | 101  | 101  | 85   | 55   | 48   | 46   | 39   |
| Počet domů     | 24   | 25   | 26   | 26   | 26   | 26   | 28   | 32   | 30   | 27   | 24   | 24   | 31   | 32   | 32   |

## Obecní správa
Při sčítání lidu v letech 1850–1959 Vepice byly samostatnou obcí v okrese Milevsko. Od roku 1960 jsou částí obce Kovářov v okrese Písek.

## Pamětihodnosti
- V Novém rybníce se nachází archeologické stopy vepické tvrze.
- Neorománská kaple ve vsi byla postavena roku 1901 a téhož roku byla vysvěcena.[4] Byla postavena z finanční sbírky mezi místními obyvateli a za přispění obce.[8] V devadesátých letech byla opravena. Kaple je zasvěcená Panně Marii Lurdské.[9] Její soška se do kaple dává při významných příležitostech.[10] Jiný zdroj uvádí, že kaple na návsi nese jméno svatého Kříže a pochází z počátku 20. století.[11]
- Kříž před návesní kaplí je kamenný. Nese dataci 1857. Je zdobený motivem kalicha, srdíčkem a v koncích ramen jsou rozčtvrcená kolečka.[10]
- Na konci vesnice u komunikace směrem na Kovářov se vlevo nachází litinový kříž.[12]
- Další litinový Mošanských kříž se nachází u silnice do Vladyčína. Byl sem přenesený ze hřbitova.[13]
- Kříž za vesnicí u komunikace směrem na Vladyčín se nachází mezi lipami na křižovatce do březských samot.[14]
- Benešův kříž se nachází na soukromém pozemku, byl sem přesunutý od již zrušené cesty.[15]
- Dolistův kříž se nachází u komunikace z vesnice směrem do Hrazan vlevo. Je kamenný. Na svém pozemku si jej roku 1898 nechal postavit místní občan Josef Dolista. Datace je na spodním podstavci kříže znatelná. V tomto roce byl i vysvěcený.
- Kříž na Marjánčině vrchu je u dnes již zrušené cesty do Hrazan nad rybníkem Díl.[16]
- V okolí vesnice se nalézá modrá dekorativní žula.[17]

## Galerie

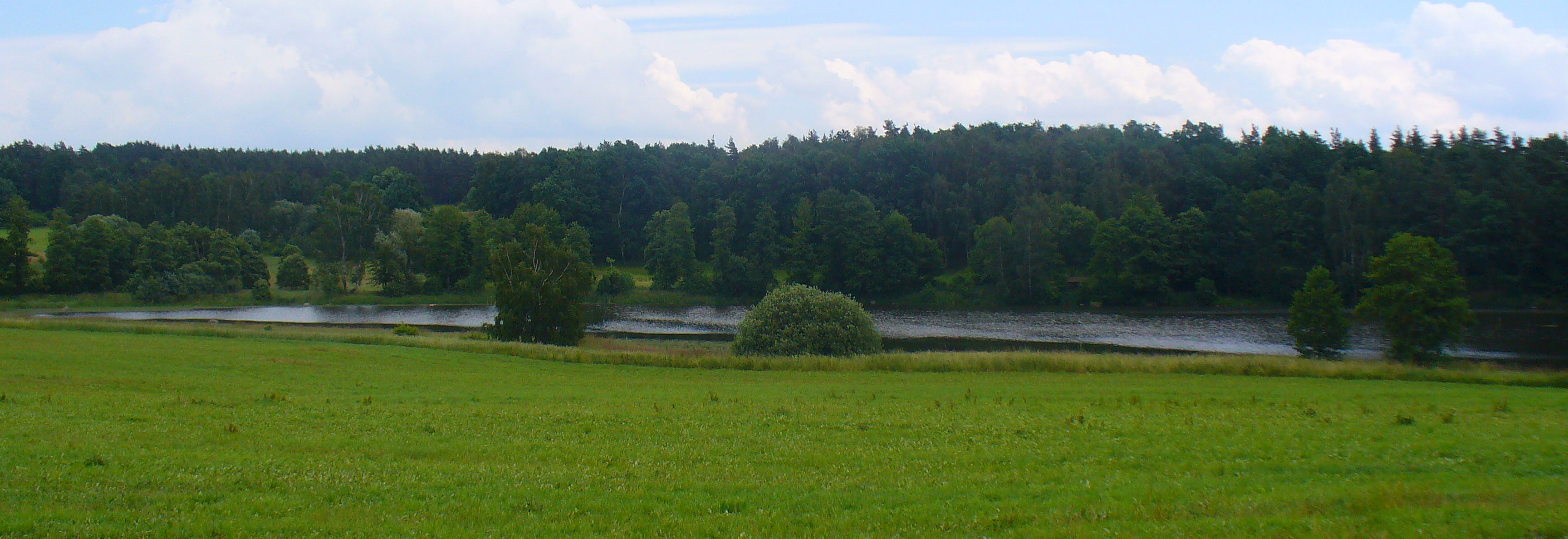
Rybník Díl
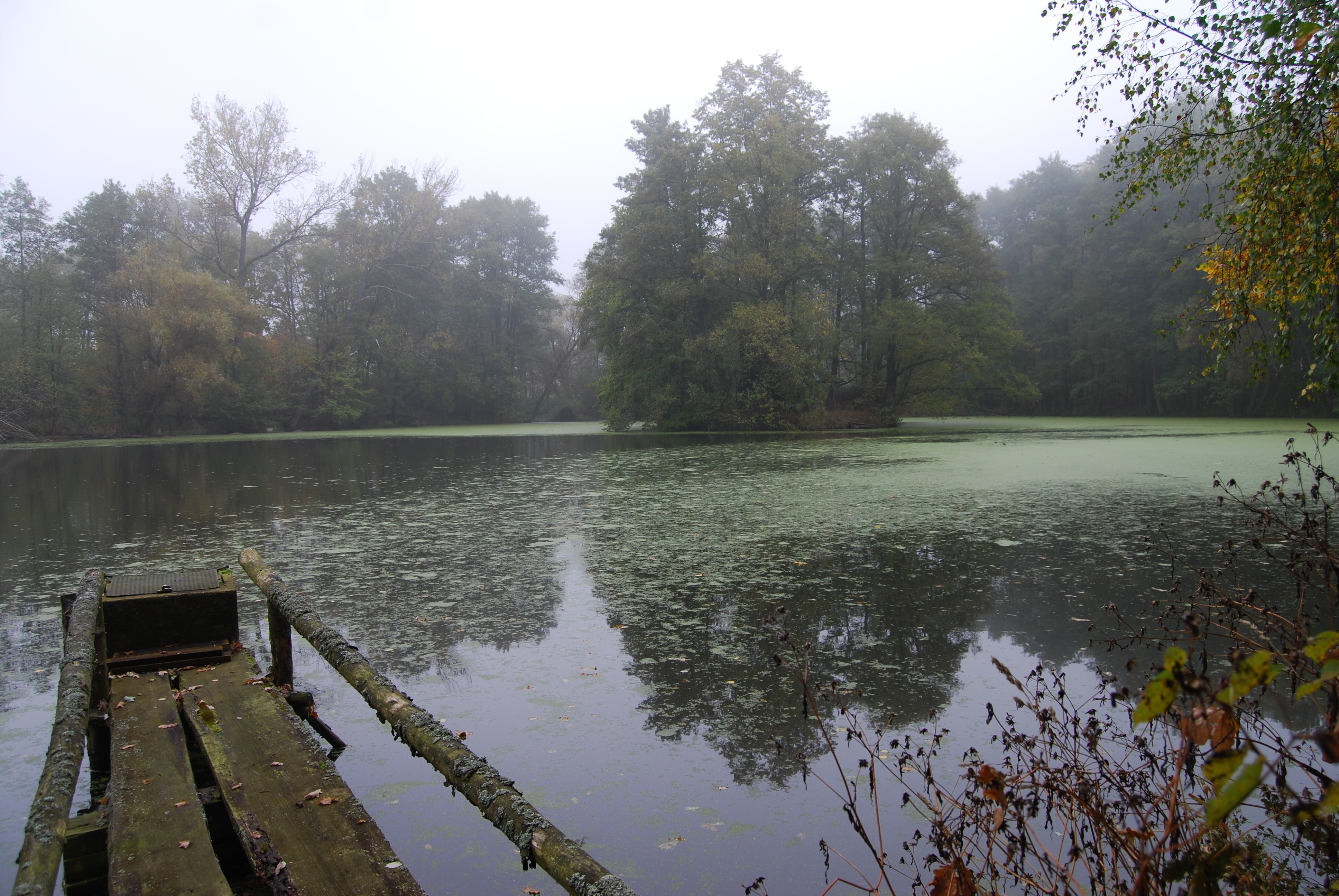
Nový rybník s ostrovem
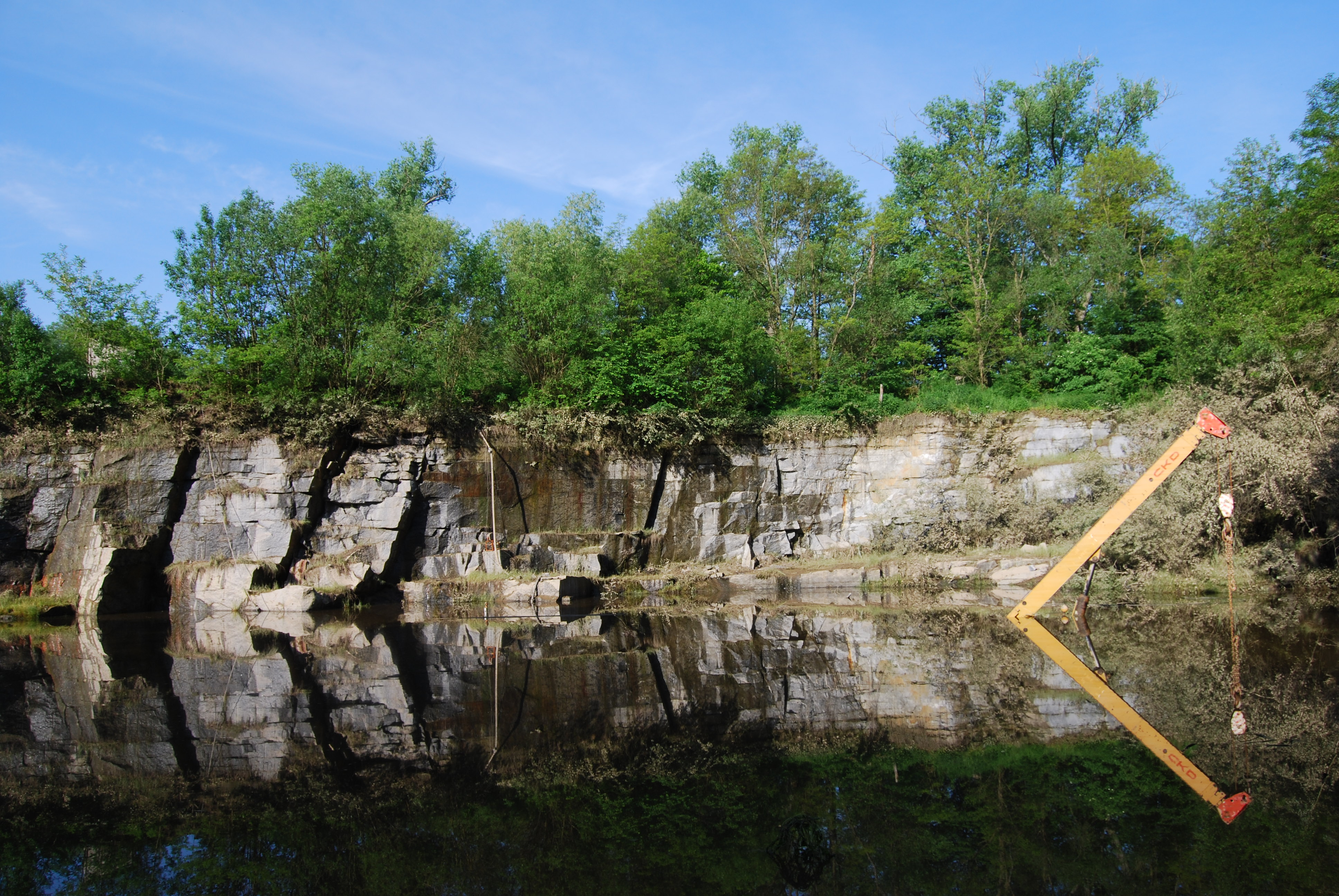
Zaplavená technika v lomu
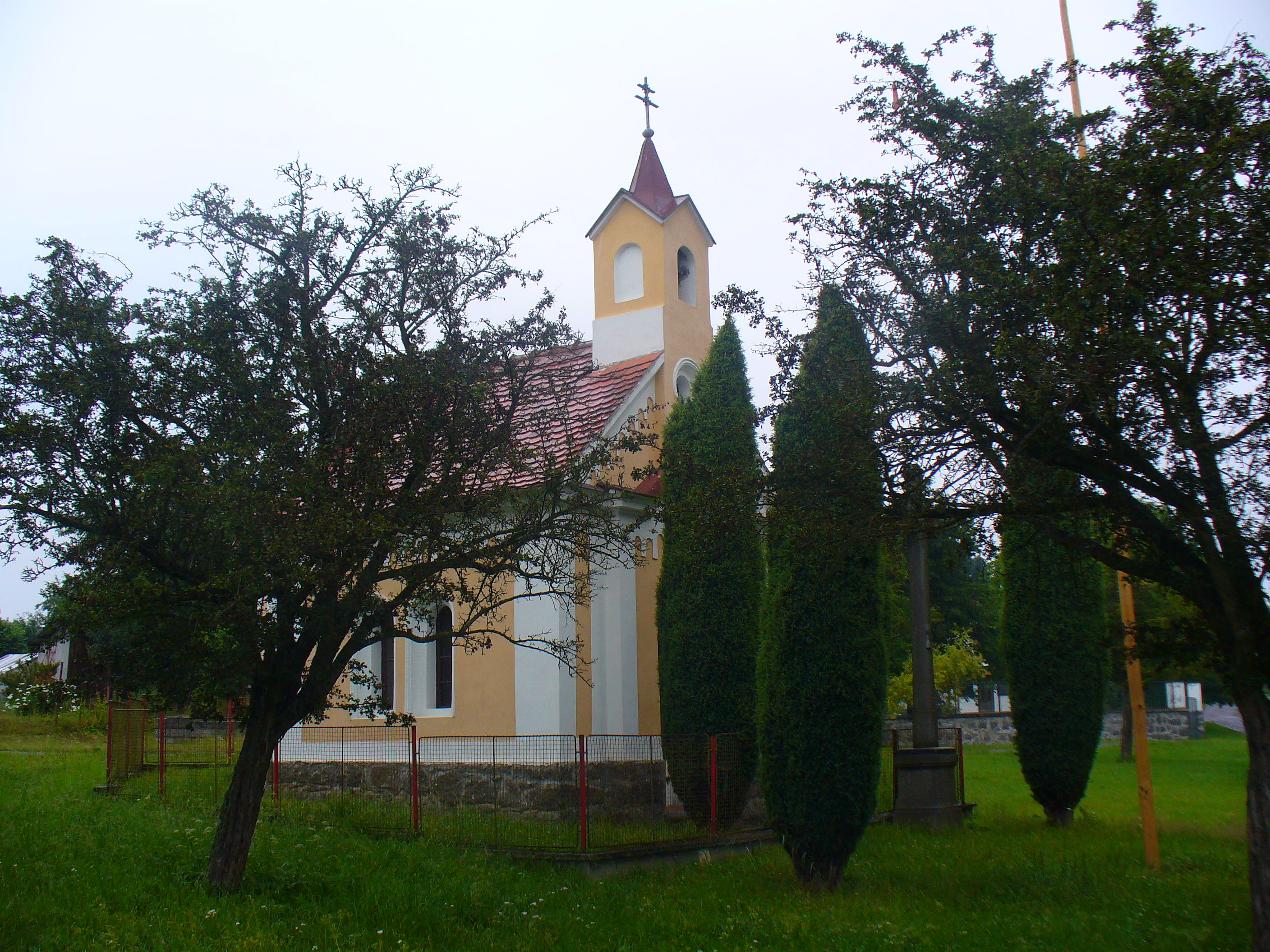
Návesní kaple
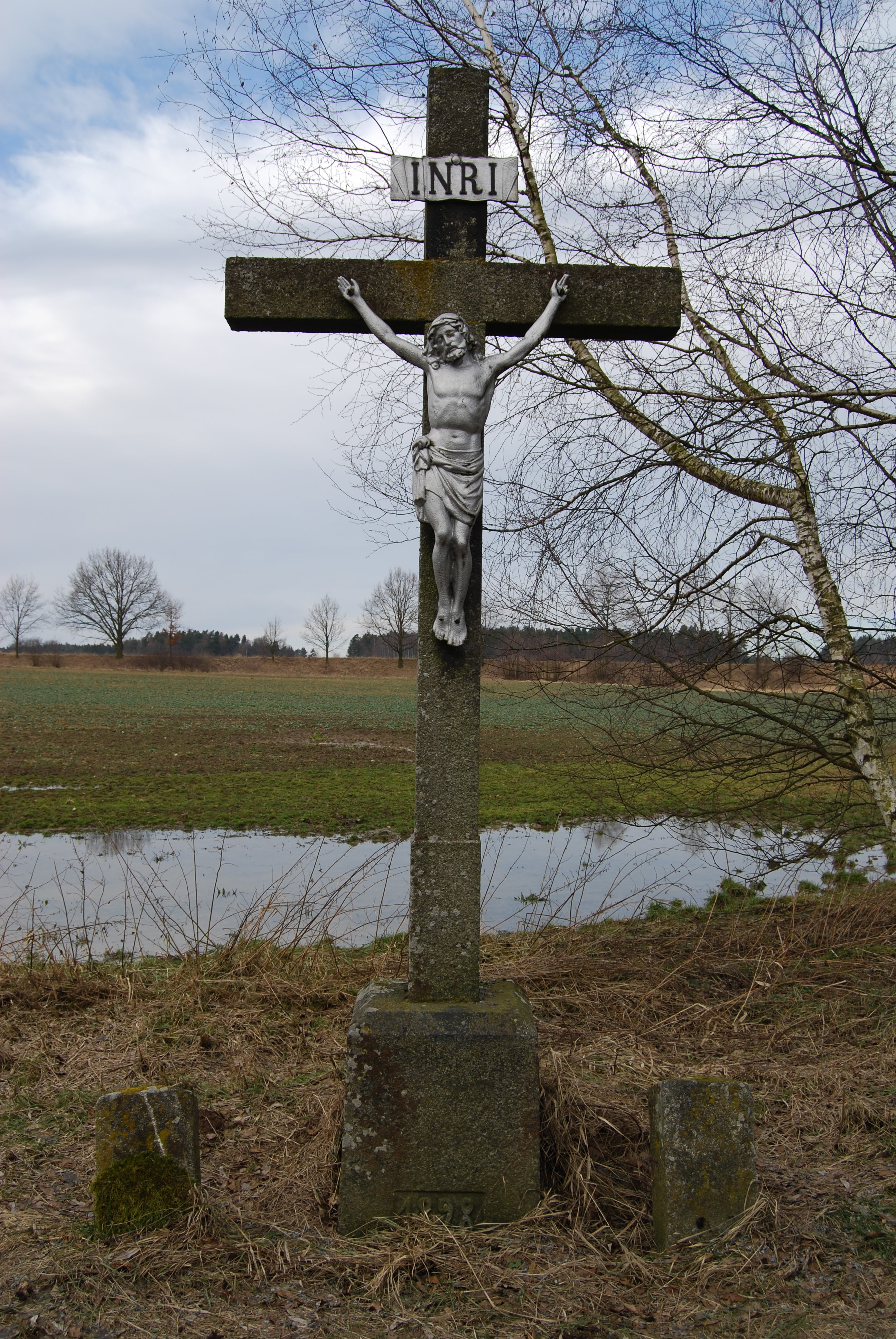
Dolistův kříž